# Palacio de la Nación (Dusambé)
El Palacio de la Nación (en tayiko: Қасри Миллат, romanizado: Qasri Millat; en ruso: Дворец Нации) es la residencia oficial del presidente de Tayikistán. Está ubicado en la calle Shirinshoh Shohtemur en el centro de Dusambé. El Palacio Presidencial está rodeado por el mástil de Dusambé al norte, el Parque Rudakí al este, el Monumento a la Independencia al sur y el  al oeste.

## Historia
La construcción del Palacio comenzó en el año 2000. A principios de 2006, el gobierno demolió la sinagoga de Dusambé y la mikve (baño ritual), una carnicería kosher y escuelas judías, sin compensación, para hacer espacio para el nuevo palacio. Después de una protesta internacional, el gobierno anunció un cambio y dijo que permitiría reconstruir la sinagoga en su sitio actual. Sin embargo, en las etapas finales de la construcción del palacio, el gobierno destruyó toda la sinagoga, dejando a Tayikistán sin ninguna sinagoga, ya que era la única en el país (esto resultó en que la mayoría de los judíos tayikos de Bujará tuvieran opiniones negativas sobre el gobierno tayiko).
La construcción del palacio finalizó en la víspera de la cumbre de la Organización de Cooperación de Shanghai en Dusambé en agosto de 2008, donde algunos eventos de la cumbre se llevaron a cabo bajo la cúpula dorada con columnas de 20 metros. Una imagen del palacio está impresa en el reverso de un billete de 500 somonis, que es la moneda nacional de Tayikistán. En septiembre de 2018, el presidente bielorruso, Alexander Lukashenko, se convirtió en el primer líder extranjero en visitar los nuevos salones y habitaciones de madera del palacio. El Antiguo Palacio Presidencial (que había sido sede del Consejo de Ministros de la República Socialista Soviética de Tayikistán ), ubicado en la avenida Rudaki, fue demolido en 2021.

## Galería

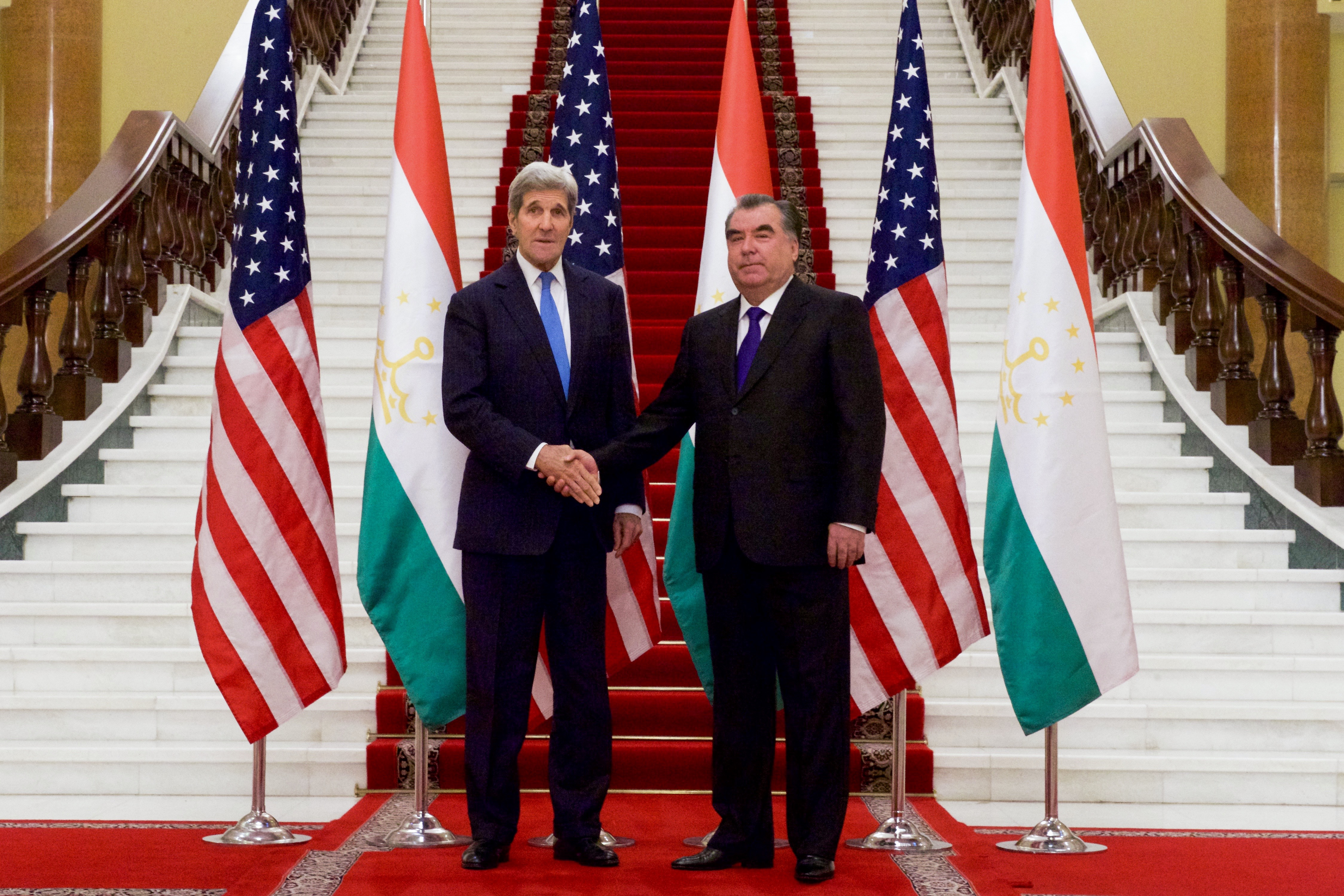
El Secretario de Estado de Estados Unidos John Kerry junto al presidente tayiko Emomali Rahmon en visita al Palacio en 2015
Bienvenida al Palacio al primer ministro indio  Narendra Modi en 2015
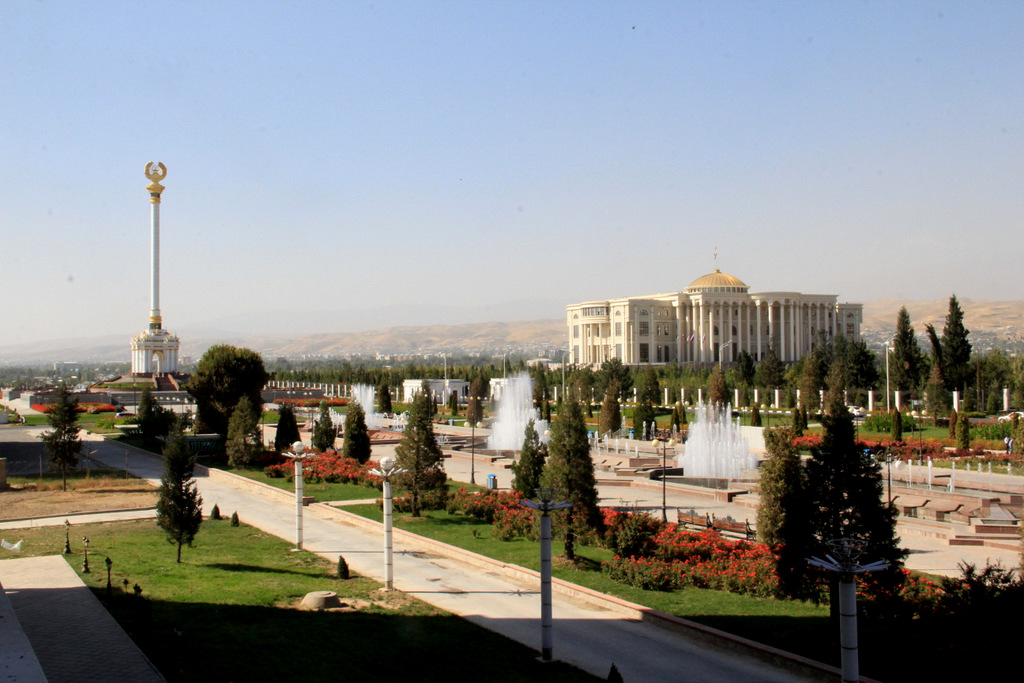
Monumento a la Independencia, al sur del Palacio
Vista del Palacio desde el parque Rudakí
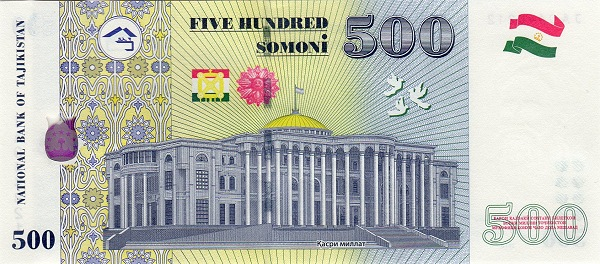
Billete de 500 somonis (2010) con la imagen del Palacio